# Tamira Paszek
Tamira Shelah Paszek (* 6. Dezember 1990 in Dornbirn) ist eine österreichische Tennisspielerin.

## Karriere

### Saison 2005
Am 2. Juli 2005 sorgte Paszek mit ihrem Finaleinzug beim Juniorenwettbewerb von Wimbledon erstmals für internationale Aufmerksamkeit. Die damals 14-Jährige musste sich im Endspiel allerdings Agnieszka Radwańska mit 3:6, 4:6 geschlagen geben. Ebenfalls im Juli 2005 trug sie mit zwei Siegen gegen die Schweiz (über Timea Bacsinszky und Myriam Casanova) maßgeblich dazu bei, dass Österreich im Fed Cup auch im Jahr 2006 in der höchsten Klasse des Nationenwettbewerbs (Weltgruppe I) spielen konnte. Im September 2005 gewann sie beim ITF-Turnier in Sofia ihren ersten Titel – es war erst ihr zweiter Auftritt auf dem ITF Women’s Circuit. Nach überstandener Qualifikation besiegte sie im Finale die um neun Jahre ältere Deutsche Kristina Barrois. Tags zuvor hatte sie an der Seite von Sanja Ančić bereits den Doppelwettbewerb gewonnen. Im Oktober 2005 gab Paszek ihr Debüt auf der WTA Tour und gewann bei den mit 585.000 US-Dollar dotierten Generali Ladies in Linz ihr erstes Match gegen Jelena Wesnina mit 7:66, 1:6, 7:5. Dieser Sieg machte sie quasi über Nacht zur größten Nachwuchshoffnung im österreichischen Damentennis.

### Saison 2006
In diesem Jahr erreichte sie beim Juniorenturnier der US Open das Endspiel, wo sie sich der topgesetzten Anastassija Pawljutschenkowa nur knapp geschlagen geben musste (6:3, 4:6, 5:7). Am 24. September 2006 gelang ihr beim WTA-Turnier Banka Koper Slovenia Open ihr bis dahin größter Erfolg. Bereits in ihrem dritten Turnier spielte sie sich als Qualifikantin bis ins Endspiel, wo sie die an Nummer 6 gesetzte Maria Elena Camerin mit 7:5, 6:1 besiegte. In diesem Turnier gab sie nur einen Satz ab (erste Runde, beim 4:6, 6:2 und 6:1 gegen Karolina Kosińska). Damit steht Paszek mit 15 Jahren, 9 Monaten und 24 Tagen als siebtjüngste Turniersiegerin in der WTA-Statistik. In dieser Saison gewann sie als einzige Qualifikantin einen Titel auf der Tour.

### Saison 2007
Ende 2006 kündigte Paszek an, dass sie 2007 alle vier Grand-Slam-Turniere bestreiten würde. Bei den Australian Open besiegte sie nach erfolgreicher Qualifikation Séverine Brémond mit 6:1, 6:4. In der zweiten Runde unterlag sie jedoch der an Nummer 22 gesetzten Wera Swonarjowa mit 1:6, 3:6. Sie startete daraufhin auch bei den Juniorinnen, wo sie in Runde drei gegen Urszula Radwańska mit 3:6, 3:6 ausschied. Auch die Dubai Duty Free Women's Open begannen für Paszek erfolgreich. Erneut gewann sie alle drei Qualifikationsrunden und besiegte im Hauptfeld Katarina Srebotnik mit 7:5, 6:3. Das stärkste Match ihrer jungen Karriere bestritt sie in Runde zwei gegen die Weltranglistenzweite und topgesetzte Justine Henin. Paszek dominierte die fünffache Grand-Slam-Siegerin im ersten Satz mit druckvollen Grundschlägen und sehr guter Taktik. Henin konnte schließlich nach einer Spielzeit von 2:25 Stunden ihren ersten Matchball zum 4:6, 7:5, 6:1 verwandeln. Durch dieses Match rückte Paszek in der Weltrangliste von Platz 128 auf 101 vor. Nach ihrem erfolgreichen Auftreten im Fed Cup gegen Australien spielte sich Paszek auch in das Hauptfeld des J & S Cup in Warschau, verlor dort aber in der ersten Runde gegen die Qualifikantin Kateryna Bondarenko mit 1:6, 7:63, 1:6. Bei den Qatar Total German Open in Berlin scheiterte sie in der dritten Qualifikationsrunde an Zuzana Ondrášková mit 6:4, 4:6, 3:6. Mit einem Dreisatzsieg über Michaëlla Krajicek in der zweiten Qualifikationsrunde erreichte Paszek das Hauptfeld der Internazionali BNL d'Italia in Rom. In Runde eins bezwang sie Nicole Pratt mit 6:71, 6:0 und 6:2, verlor jedoch anschließend gegen die an Nummer 3 gesetzte spätere Turniersiegerin Jelena Janković (3:6, 4:6). Bei den French Open unterlag Paszek in der zweiten Runde erneut Titelverteidigerin Justine Henin. Dabei lieferte sie eine grandiose Aufholjagd, als sie im ersten Satz einen 0:5-Rückstand wettmachte – beim Spielstand von 5:6 war sie nur einen Punkt von einer Tiebreak-Entscheidung entfernt. Beim Stande von 3:0 für die Belgierin musste die Partie im zweiten Satz dann wegen Regen für mehr als eine Stunde unterbrochen werden. Nach der Pause fand Paszek nicht mehr ins Spiel zurück; sie verlor das Match nach einer Spielzeit von 1:23 Stunden mit 5:7, 1:6. In Wimbledon erreichte sie das Achtelfinale und schied dort gegen die an Nummer 5 gesetzte Swetlana Kusnezowa mit 3:6, 2:6 aus. Auch bei den US Open erreichte Paszek das Achtelfinale, das sie gegen Anna Tschakwetadse mit 1:6, 5:7 verlor.
Bei den Generali Ladies Open scheiterte sie in Runde zwei.

### Saison 2008
Zum Saisonbeginn erreichte sie in Auckland das Halbfinale, das sie gegen Lindsay Davenport mit 4:6, 3:6 verlor. Bei den Australian Open verlor sie bereits in der ersten Runde gegen die an Nummer 3 gesetzte Jelena Janković. In der 3 Stunden und 10 Minuten dauernden Partie vergab Paszek drei Matchbälle und musste sich schließlich mit 6:2, 2:6, 10:12 geschlagen geben. Beim Indian Wells Masters in Kalifornien musste sie in ihrem Drittrundenmatch gegen Casey Dellacqua beim Stande von 1:6 und 0:4 aufgeben. Als Grund wurde eine körperliche Schwäche genannt (sie hatte schon längere Zeit mit Magenproblemen zu kämpfen). Nach einer Durststrecke erreichte sie beim Turnier in Montreal das Viertelfinale. Ihre einzige Endspielteilnahme des Jahres in Bali ging mit 3:6, 0:6 gegen Patty Schnyder verloren. Aufgrund des nicht zufriedenstellenden Saisonauftakts wurde Paszek nicht für die Olympischen Spiele 2008 in Peking nominiert.

### Saison 2009
Die Saison begann mit einer Serie von Erstrundenniederlagen. Erst im März erreichte Paszek die zweite Runde bei den Turnieren von Indian Wells und Miami. Aufgrund von Rückenproblemen war ihr Start in Wimbledon gefährdet. Ihre Erstrundenpartie musste sie dann prompt abbrechen. Bei einer Pressekonferenz am 21. Juli 2009 erklärte Paszek, dass sie die Rückenverletzung bei einer Alternativmedizinerin behandeln ließe. Diese nahm ihr zunächst Blut ab, reicherte es mit homöopathischen Mitteln an und injizierte ihr dieses Blut anschließend wieder. Da Eigenblutbehandlungen aber meldepflichtig sind, wurde ein Dopingverfahren eingeleitet. Die Suspendierung wurde Anfang August schließlich aufgehoben, da kein eindeutiger Verstoß festgestellt werden konnte. Einen Monat später wurde auch das Verfahren der NADA gegen Paszek eingestellt. Im September musste sie wegen der Rückenverletzung die Saison allerdings endgültig abschreiben, sie fragte bei der WTA um ein protected ranking an.

### Saison 2010

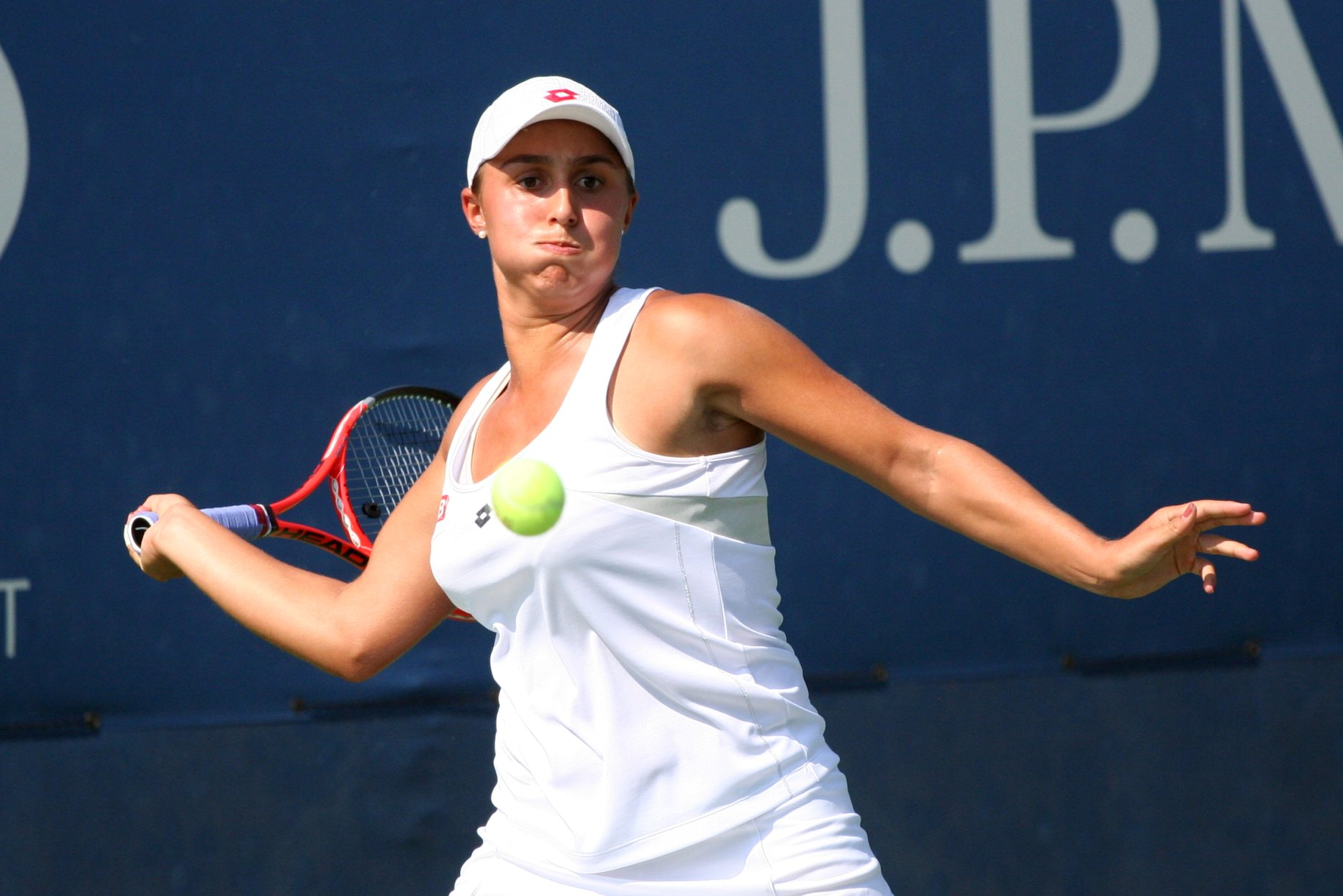
Paszek 2010 bei den US Open

Auch das Jahr 2010 begann nicht gut für Paszek. Nach einem Erstrundensieg in Hobart verlor sie ihr Auftaktmatch bei den Australian Open. Es folgten weitere Erstrundenniederlagen, wodurch sie sogar aus den Top 300 fiel. Im Mai gewann sie das ITF-Turnier in Izmir. Bei den US Open schied sie in Runde zwei gegen Chan Yung-jan aus. In Québec gewann sie mit der Qualifikation acht Begegnungen und sicherte sich mit einem Finalsieg (7:66, 2:6, 7:5) über Bethanie Mattek-Sands ihren zweiten WTA-Titel. Am Saisonende war Paszek mit Position 90 im WTA-Ranking zweitbeste Österreicherin nach Sybille Bammer.

### Saison 2011
Im Gegensatz zu den letzten Grand-Slam-Turnieren war sie bei den Australian Open und den French Open wieder direkt fürs Hauptfeld qualifiziert. Allerdings scheiterte sie jeweils in der ersten Runde. Einschließlich der French Open kam sie im Frühjahr nie über die zweite Runde hinaus. Danach erreichte sie beim ITF-Turnier in Nottingham und beim WTA-Turnier in Birmingham die dritte Runde. Im Juni war sie noch die einzige Österreicherin in den Top 100 der WTA-Weltrangliste. In Wimbledon markierte Paszek schließlich einen neuen Karrierehöhepunkt. Unter anderem durch einen Sieg über die Titelträgerin von 2010 und Finalistin von 2011, Francesca Schiavone, zog sie erstmals in ihrer Karriere in das Viertelfinale eines Grand-Slam-Turniers ein. Dort verlor sie gegen die an 4 gesetzte Wiktoryja Asaranka. Am 6. August musste Paszek dann im Achtelfinale der Mercury Insurance Open nach einer Bauchmuskelverletzung aufgeben, egalisierte am 8. August mit Platz 35 aber dennoch ihre beste Notierung in der Weltrangliste vom Juli 2007. Bei den US Open schied sie (noch immer leicht angeschlagen) bereits in der ersten Runde aus.

### Saison 2012

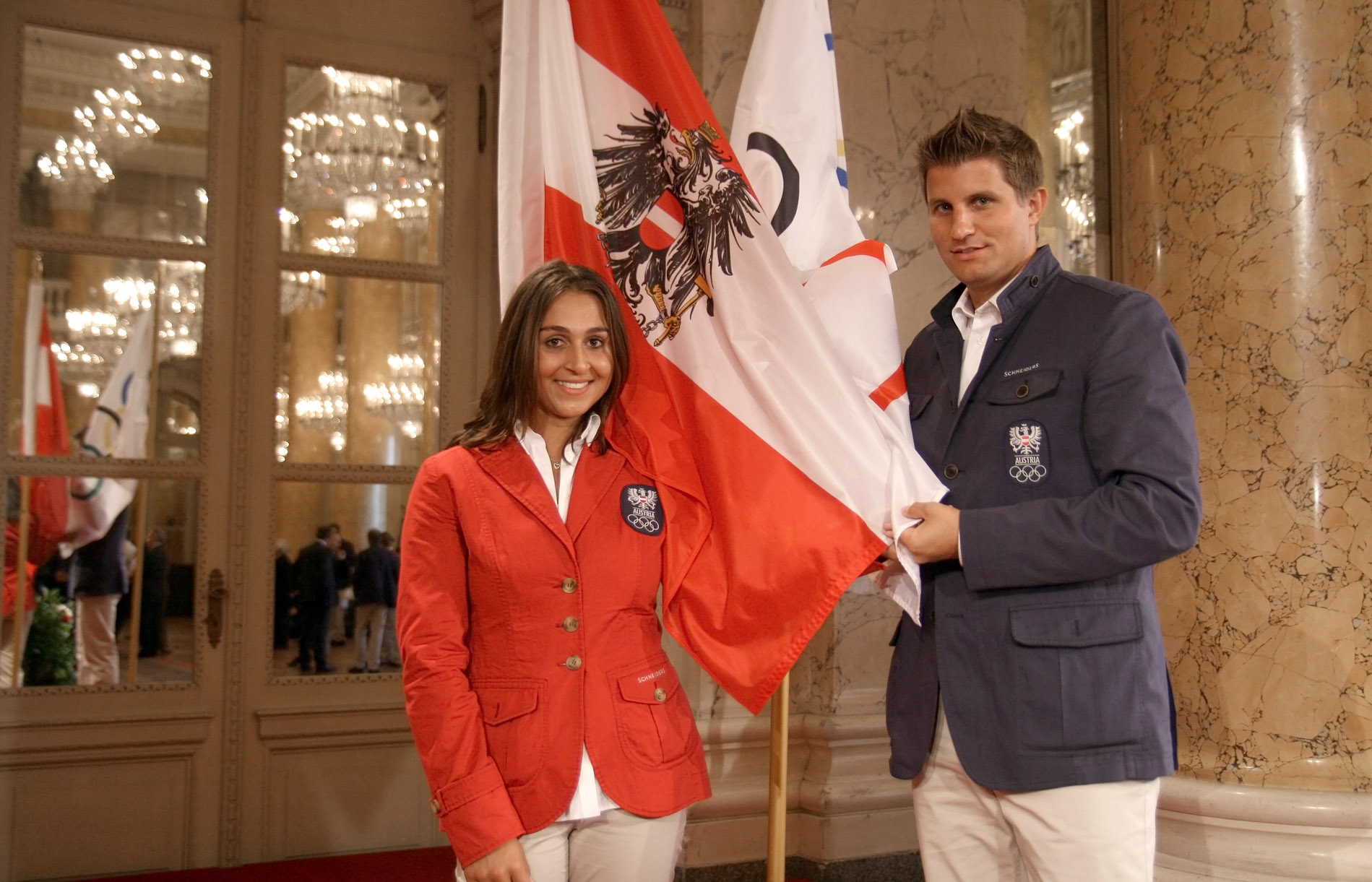
Mit ÖTV-Sportdirektor Clemens Trimmel vor den Olympischen Spielen 2012

Paszek verlor bei den Australian Open und den French Open jeweils in Runde 1. Nur in Indian Wells (März) und in Straßburg (Mai) überstand sie ihr Auftaktmatch. Ihren größten Erfolg feierte sie dann im Juni beim Rasenturnier in Eastbourne, als sie im Finale gegen Angelique Kerber nach Abwehr von fünf Matchbällen ihrerseits den dritten Matchball verwandeln konnte.
In Wimbledon gewann sie ihr Erstrundenspiel gegen die an 7 gesetzte Caroline Wozniacki 5:7, 7:64, 6:4 und in der zweiten Runde gegen Alizé Cornet mit 6:2, 6:1. Mit einem 6:2-, 6:2-Sieg über Roberta Vinci zog Paszek am 2. Juli ins Viertelfinale des Turniers ein, nachdem sie in der Runde zuvor Yanina Wickmayer in drei Sätzen (2:6, 7:64, 7:5) hatte bezwingen können. Gegen Asaranka war sie in der Runde der letzten Acht allerdings chancenlos.
Bei den Olympischen Spielen, für die sie nachträglich nominiert wurde, ging sie als Geheimfavoritin auf eine Medaille ins Rennen. Sie schied jedoch gegen Alizé Cornet bereits in Runde eins aus. Auch bei den US Open, wo sie erstmals bei einem Grand-Slam-Turnier gesetzt war, war bereits in Runde eins Schluss.

### Saison 2013
Das Jahr begann mit zehn Erstrundenniederlagen in elf Turnieren. Lediglich bei den Australian Open erreichte sie die zweite Runde. Durch diesen einen Sieg erreichte sie am 11. Februar 2013 ihre bislang beste Platzierung als zwischenzeitliche Nummer 26 des WTA-Rankings. Die Negativserie zog sich jedoch hin bis zum Jahresende. Einzig beim $50.000-ITF-Turnier in Limoges gewann sie mehr als ein Match; sie erreichte sogar das Finale, das sie jedoch gegen Kristýna Plíšková in drei Sätzen verlor. In der Weltrangliste fiel sie bis zum Jahresende auf Platz 181 zurück.

### Saison 2014
Paszek schied in der zweiten Runde der Qualifikation für die Australian Open gegen Duan Yingying aus und rutschte in der Weltrangliste auf Rang 218. Im Februar bestritt sie erfolgreich zwei $25.000-ITF-Turniere; sie gewann das Turnier in Rancho Santa Fe und stand in Surprise im Finale. Auch im April erreichte sie ein Endspiel, und zwar beim $25.000-ITF-Turnier in Wiesbaden. Bei den French Open erreichte sie nach erfolgreicher Qualifikation die zweite Runde. In Wimbledon kam sie nach überstandener Qualifikation nicht über Runde eins hinaus. Bei den US Open scheiterte sie in der Qualifikation.

### Erkrankung und Neustart
Über Jahre hinweg litt Paszek an chronischen gesundheitlichen Problemen. Sie unterzog sich einer kombinierten Mandel-, Nebenhöhlen- und Kieferhöhlenoperation. Anschließend erkrankte sie, möglicherweise ausgelöst auch durch die Operation, an einer schweren Trigeminusneuralgie. Im Frühjahr 2017 versuchte sie bei zwei Turnieren ein Comeback, musste jedoch in beiden schon in der ersten Partie aufgeben.
Nach einer längeren Trainingspause trat sie mit einem Protected Ranking Ende April 2018 erstmals wieder an. Für das ITF-Turnier in Wiesbaden erhielt sie eine Wildcard für Einzel und Doppel, verlor jedoch jeweils in der ersten Runde.
2019 spielte Paszek nur im März zwei ITF-Turniere in Scharm asch-Schaich, wo sie ins Viertel- bzw. Halbfinale gelangte.
Seit September 2020 ist Paszek wieder auf der ITF-Tour aktiv. Im Oktober 2021 gewann sie sowohl den Einzel- wie den Doppelwettbewerb bei einem Turnier im tunesischen Monastir, ihre ersten Titel seit 2014.

## Persönliches
Paszeks Vater, dessen Eltern indischer Abstammung waren, wurde in Tansania geboren und ist in Kenia aufgewachsen; er lebte 15 Jahre in Kanada und zog 1994 nach Österreich. Paszeks Mutter wurde in Chile geboren und kam als Kind nach Österreich. Deren Mutter war Österreicherin, deren Vater hatte französische und polnische Wurzeln; von daher rührt der polnische Familienname. Tamira Paszek hat einen jüngeren Bruder. Sie besuchte das Bundesreal- und Bundesoberstufenrealgymnasium Dornbirn-Schoren.

## Erfolge

### Einzel
| Nr. | Datum              | Turnier         | Kategorie         | Belag           | Finalgegnerin         | Ergebnis         |
| --- | ------------------ | --------------- | ----------------- | --------------- | --------------------- | ---------------- |
| 1.  | 19. September 2005 | Sofia           | ITF $25.000       | Hartplatz       | Kristina Barrois      | 7:65, 6:3        |
| 2.  | 24. September 2006 | Portorož        | WTA Tier IV       | Hartplatz       | Maria Elena Camerin   | 7:5, 6:1         |
| 3.  | 29. Mai 2010       | Izmir           | ITF $25.000       | Hartplatz       | Çağla Büyükakçay      | 6:2, 6:3         |
| 4.  | 19. September 2010 | Québec          | WTA International | Teppich (Halle) | Bethanie Mattek-Sands | 7:66, 2:6, 7:5   |
| 5.  | 23. Juni 2012      | Eastbourne      | WTA Premier       | Rasen           | Angelique Kerber      | 5:7, 6:3, 7:5    |
| 6.  | 15. Februar 2014   | Rancho Santa Fe | ITF $25.000       | Hartplatz       | Shūko Aoyama          | 6:1, 6:1         |
| 7.  | 17. Oktober 2021   | Monastir        | ITF W15           | Hartplatz       | Natsumi Kawaguchi     | 6:2, 6:3         |
| 8.  | 16. Juli 2023      | Don Benito      | ITF W25           | Teppich         | Valentina Ryser       | 7:67, 65:7, 7:63 |
| 9.  | 28. Januar 2024    | Le Gosier       | ITF W35           | Hartplatz       | Clara Vlasselaer      | 6:4, 7:5         |

### Doppel
| Nr. | Datum              | Turnier    | Kategorie   | Belag     | Partnerin            | Finalgegnerinnen                 | Ergebnis       |
| --- | ------------------ | ---------- | ----------- | --------- | -------------------- | -------------------------------- | -------------- |
| 1.  | 18. September 2005 | Sofia      | ITF $25.000 | Sand      | Sanja Ančić          | Joana Cortez Karolina Kosińska   | 6:7, 6:2, 6:4  |
| 2.  | 29. Mai 2010       | Izmir      | ITF $25.000 | Hartplatz | Maria Fernanda Alves | Çağla Büyükakçay Pemra Özgen     | 6:1, 6:2       |
| 3.  | 28. September 2013 | Las Vegas  | ITF $50.000 | Hartplatz | Coco Vandeweghe      | Denise Muresan Caitlin Whoriskey | 6:4, 6:2       |
| 4.  | 16. Oktober 2021   | Monastir   | ITF W15     | Hartplatz | Yasmine Mansouri     | Laura Böhner Mihaela Đaković     | 6:1, 6:1       |
| 5.  | 27. April 2024     | Nottingham | ITF W35     | Hartplatz | Valentina Ryser      | Akiko Ōmae Hikaru Satō           | 6:2, 7:5, 10:5 |

## Weltranglistenpositionen am Saisonende
| Jahr   | 2005 | 2006 | 2007 | 2008 | 2009 | 2010 | 2011 | 2012 | 2013 | 2014 | 2015 | 2016 | 2017–19 | 2020 | 2021 | 2022 | 2023 | 2024 |
| ------ | ---- | ---- | ---- | ---- | ---- | ---- | ---- | ---- | ---- | ---- | ---- | ---- | ------- | ---- | ---- | ---- | ---- | ---- |
| Einzel | 365  | 181  | 42   | 73   | 186  | 90   | 43   | 30   | 181  | 133  | 171  | 125  | -       | 1154 | 778  | 492  | 388  | 366  |
| Doppel | -    | -    | 894  | 313  | 847  | 480  | 864  | 95   | 117  | 364  | 384  | 463  | -       | -    | 738  | -    | -    | 528  |

## Abschneiden bei Grand-Slam-Turnieren

### Einzel
| Turnier         | 2007 | 2008 | 2009 | 2010 | 2011 | 2012 | 2013 | 2014 | 2015 | 2016 | Bilanz | Karriere |
| --------------- | ---- | ---- | ---- | ---- | ---- | ---- | ---- | ---- | ---- | ---- | ------ | -------- |
| Australian Open | 2    | 1    | 1    | 1    | 1    | 1    | 2    | —    | —    | 1    | 2:8    | 2        |
| French Open     | 2    | 1    | 1    | —    | 1    | 1    | 1    | 2    | —    | —    | 2:7    | 2        |
| Wimbledon       | AF   | 1    | 1    | —    | VF   | VF   | 1    | 1    | 1    | 1    | 11:9   | VF       |
| US Open         | AF   | 2    | —    | 2    | 1    | 1    | —    | —    | —    | Q1   | 5:5    | AF       |

### Doppel
| Turnier         | 2007 | 2008 | 2009 | 2010 | 2011 | 2012 | 2013 | 2014 | Bilanz | Karriere |
| --------------- | ---- | ---- | ---- | ---- | ---- | ---- | ---- | ---- | ------ | -------- |
| Australian Open | —    | 1    | 1    | 1    | 1    | 2    | 1    | —    | 1:6    | 2        |
| French Open     | 1    | 1    | 1    | —    | 1    | 1    | 1    | —    | 0:6    | 1        |
| Wimbledon       | 1    | 1    | 1    | —    | 1    | 2    | 2    | —    | 2:6    | 2        |
| US Open         | 1    | 2    | —    | —    | 1    | AF   | —    | —    | 3:4    | AF       |